# Château de Joncy
Le château de Joncy est situé sur la commune de Joncy en Saône-et-Loire, au bord de la Guye.

## Description
C'est un bâtiment de plan en L comportant un corps principal et une courte aile en retour d'équerre. Il est flanqué d'une grosse tour carrée, sans doute le donjon primitif, desservie par un escalier à vis inclus dans une tourelle à cinq pans, bâtie vers le XVe siècle. Les ouvertures irrégulièrement réparties, les éléments défigurés de ce qui fut peut-être une tour-porche, une tourelle en surplomb sur culot conique, aménagée dans l'angle de cette tour et du bâtiment principal, témoignent des remaniements successifs et des travaux du XIXe siècle.
Au-delà de la route, s'étend, au nord, le cimetière au centre duquel s'élève la chapelle seigneuriale. Les communs, à l'est, sont complétés par un moulin sur la Guye.
Le château est une propriété privée et ne se visite pas.

## Historique
- Moyen Âge : la terre fait partie du comté de Chalon
- 1237 : avec le comté de Chalon, elle entre dans le domaine ducal
- milieu du XIIIe siècle : la terre est cédée à Marie des Barres, dame de Mont-Saint-Jean, épouse de Guillaume II de Mont-Saint-Jean
- 1387 : le château et ses dépendances passent à Pierre de Thil, époux de Jeanne de Mont-Saint-Jean
- XVe siècle : la terre échoit aux Palatin de Dyo
- 1475 : possession par la famille de Rochebaron à la suite du mariage de Claude de Rochebaron avec Guye d'Anglure, veuve de Pierre de Dyo
- 1627 : à sa mort, René de Rochebaron, veuf de Marie d'Aumont, laisse ses biens à Antoine d'Aumont
- 1740 : le duc d'Aumont vend la baronnie à Octave Cottin de La Barre, conseiller au Parlement de Bourgogne
- 1780 : le petit-fils du précédent entreprend des transformations à la moderne de la forteresse; les tours sont abattues et les fossés comblés
- 1794 : la Révolution ayant interrompu les transformations, l'ensemble est vendu
- époque révolutionnaire : Jacques Cottin de La Barre  est baron de Joncy
- XIXe siècle : le domaine passe successivement à sa fille aînée Mme de Latane de Puyfoucauld, puis à la fille de celle-ci, Mme de La Maisonneuve, puis à la fille de cette dernière, Mme Théodore de Beze, qui ne réside pas au domaine; à la mort de cette dernière, sa cousine, Mathilde de Boisjourdan hérite d'une part du domaine
- 1893 : Clara Cottin de La Barre de Joncy, fille de Jacques et veuve de François Louis Victor, comte de Cherisey, alors âgée de 94 ans, hérite d'un quart de la terre des barons; ses descendants possèdent le château jusqu'à nos jours
- début XXe siècle : Jean René, vicomte de Cherisey, diplomate français, petit-fils des précédents, réunit un tiers des domaines composant autrefois la baronnie, restaure les bâtiments qui subsistent et reconstitue les jardins à la française